# Acrosomata
Die Einteilung der Lebewesen in Systematiken ist kontinuierlicher Gegenstand der Forschung. So existieren neben- und nacheinander verschiedene systematische Klassifikationen. 
Das hier behandelte Taxon ist durch neue Forschungen obsolet geworden oder ist aus anderen Gründen nicht Teil der in der deutschsprachigen Wikipedia dargestellten Systematik.
Die Acrosomata sind ein hypothetisches Taxon der phylogenetischen Systematik, welches die Rippenquallen (Ctenophora) mit den bilateralsymmetrischen Tieren (Bilateria) zusammenfasst. Damit stellen sie eine der Alternativen zu den Hohltieren (Coelenterata) der klassischen Systematik dar, in welcher die Rippenquallen mit den Nesseltieren (Cnidaria) zusammengefasst werden.
Die Monophylie der Acrosomata wird durch zwei zentrale morphologische Merkmale begründet. Das namensgebende Merkmal ist der Aufbau der Spermien, welche ein so genanntes Akrosom sowie eine darunterliegende subacrosomale Substanz (Perforatorium) besitzen. Dieser Aufbau der Spermien kann bei allen Tiergruppen der Bilateria sowie bei den Rippenquallen nachgewiesen werden. Die zweite Übereinstimmung liegt im Aufbau der Muskelzellen, die im Gegensatz zu den Nesseltieren nicht als Epithel ausgebildet sind und als eigenständige Myozyten angesehen werden können.
Die Acrosomata-Hypothese gilt heute innerhalb der Wissenschaft eher als eine Außenseiterhypothese. Tatsächlich erscheint es heute aus verschiedenen Gründen nicht unplausibel, dass sich solche Merkmale mehrfach konvergent zueinander entwickelt haben können. So wurden Acrosomen auch in Spermien von Schwämmen nachgewiesen, und es gibt gute Argumente dafür, dass sich die Muskelzellen der Rippenquallen konvergent zu denen der Bilateria entwickelt haben. Da die tatsächliche Stellung der Rippenquallen im natürlichen System der vielzelligen Tiere, wie die gesamte Phylogenie der fünf basalen Gruppen Ctenophora, Porifera, Placozoa, Cnidaria, Bilateria aber, entgegen früheren optimistischen Annahmen, ungeklärt ist, ist sie auch noch nicht endgültig widerlegt. Als Alternativen werden vor allem zwei Hypothesen untersucht:

## Coelenterata
Für das klassische Taxon der Hohltiere oder Coelenterata, also ein Schwestergruppen-Verhältnis der Rippenquallen mit den Nesseltiere oder Cnidaria, wurden in jüngerer Zeit neue Argumente vorgebracht. Dazu zählt, neben phylogenomischen Ergebnissen. zum Beispiel das Muster der Furchung in der frühen Embryonalentwicklung.

## Ctenophora als basalster Abzweig
Die im Jahr 2008 aufgrund einer phylogenomischen Analyse aufgestellte Hypothese, die Rippenquallen könnten der basalste Abzweig der höheren Tiere sein, also die Schwestergruppe aller anderen Metazoa zusammengenommen hat aufgrund der weitreichenden Folgerungen, die sie ermöglichen würde, innerhalb der Wissenschaft große Aufmerksamkeit gefunden. Allerdings wurden der grundlegenden Arbeit bald darauf methodische Mängel vorgeworfen. Aber sowohl weitere genetische Daten, wie auch Argumente zur Entwicklung des Nervensystems, stützen die Hypothese.